# ديف غودمان
ديف غودمان (بالإنجليزية: Dave Goodman)‏ هو ملحن وموسيقي ومنتج أسطوانات بريطاني، ولد في 29 مارس 1951، وتوفي في 10 فبراير 2005 في مالطا بسبب نوبة قلبية.

## وصلات خارجية
- ديف غودمان على موقع ميوزك برينز (الإنجليزية)
- ديف غودمان على موقع ديسكوغز (الإنجليزية)